# Phyllurus isis
Phyllurus isis este o specie de șopârle din genul Phyllurus, familia Gekkonidae, descrisă de Couper, Covacevich și Moritz 1993. Conform Catalogue of Life specia Phyllurus isis nu are subspecii cunoscute.